# Немачка подморница У-255
Подморница У-255 је била Немачка подморница типа VIIC и коришћена у Другом светскомм рату. Подморница је изграђена 29. новембра 1941. године и служила је у 8. подморничкој флотили (обука), 11. подморничкој флотили (1. јун 1942 — 31. мај 1943) 13. подморничкој флотили (11. јун 1943 — 20. новембар 1943), 7. подморничкој флотили (1. децембар 1943 — 1. септембар 1944), и 13. подморничкој флотили (1. март 1945 — 8. мај 1945).

## Служба
Први командант подморнице, капетан Рајнхарт Рехе, преузима команду 29. новембра 1941. године, и са посадом врши тренажне пловидбе до 15. јуна 1942. године, када подморнице напушта луку Кил и одлази у Нарвик, где стиже 20. јуна. Након три дан, подморница одлази у прву своју патролу, за коју ће да се испостави да је била најплоднија.
Дана, 6. јула 1942. године, у 16:38 сати, подморница У-255 торпедује трговачки брод  (заповедник Џон Стјуарт Кларк), приближно 20 наутичких миља од обале Нове Земље. Брод је припадао конвоју PQ-17, коме је британски адмиралитет наредио 4. јула да се растури, због могуће претње од великих немачких ратних бродова. Прво торпедо погађа брод између 4. и 5. товарног одељења, а минут касније друго торпедо погађа брод у нивоу командног моста. У 16:55 сати, два пројектила из топа погађају средину брода са леве стране и брод се прелама на два дела, проузрокујући потапање за неколико минута. За то време, 8 официра, 31 члан посаде и 11 артиљераца (брод је био наоружан 1 топом 102 mm и 6 мањег калибра) напуштају брод, већина у три чамца за спасавање, а мањи број на једном сплаву. Један члан посаде пада са брода и дави се. Подморница се приближава чамцу у коме се налазио заповедник брода Кларк, и распитује се о заповеднику брода и о околним трговачким бродовима, нудећи храну и воду. Обећавши да ће да пошаље један извештај о бродоломцима, даје упутство о најкраћем путу до капна, а затим се удаљава од бродоломаца.
Следећег дана (7. јул), у 09:27 сати, трговачки брод  (заповедник Вернон Ланселот Џаб) из конвоја PQ-17, који је пловио самостално према Архангелску, бива погођен торпедом у десни бок, у пределу 2. товарног одељења, и ствара велику рупу, што проузрокује полако нагињање брода надесно. Осам официра, 26 члана посаде и 6 артиљераца (брод је поседовао два стара против-авионска топа и један митраљез), напуштају брод у три чамца за спашавање, 15 минута након напада. Подморница У-255 израња, саслушава чланове посаде, а затим са раздаљине од приближно 100 метара отвара ватру на брод из свог топа. Са подморнице испаљују најмање 60 граната (неки преживели чланови посаде наводе да је испаљенио више од 150 граната), услед чега Alcoa Ranger тоне у 11:00 сати. Два од три чамца за спасавање долазе до Нове Земље још истог дана, а један недељу дана касније стиже до рта Канин. Совјетски патролни чамци сакупљају све преживеле и пребацују их у Архангелск.
Дана, 8. јула 1942. године, у 01:00 сати, трговачки брод  (заповедник Марвин Клемент Стоун), из растуреног конвоја PQ-17, бива погођен једним торпедом исапаљеним са подморнице У-255, приближно 10 наутичких миља западно од залива Молер, Нова Земља. Торпедо погађа брод у леву страну, у нивоу машинског одељења. Експлозија уништава комплетно одељење. Брод је одмах стао, али није потону, дајући време преживелим; 7 официра, 24 члана посаде и 3 артиљерца (брод је био опремљен са 5 малокалибарских топова), да напусте брод на четири сплава. Један официр, 2 артиљерца и 4 члана посаде су погинула. Подморница израња и почиње у 01:16 сати да пуца из свог топа на брод, који бива погођен са приближно 20 граната, и у року од 20 минута тоне. Након испитивања посаде, показује им се смер до најближек копна, а пре него што је подморница напустила бродоломце, проверено је дали бродоломци имају довољно хране и воде.
Холандски трговачки брод  (заповедник В. Џ. Сизинг) се налазио на позицији 11 у конвоју PQ-17, када је стигло наређење од британског Адмиралитета, 4. јула 1942. године, да се конвој растури. Брод наставља пловидбу заједно са британском трговачким бродом Bolton Castle и америчким трговачким бродом Washington. Следећег дана, они су нападнути неколико пута од немачких бомбардера Јункерс Ju 88, источно - североисточно од Медвеђег острва и сва три брода су тешко оштећена од директних погодака или од бомби које су пале у непосредној близини. Британски брод Bolton Castle је захваћен пламенон и тоне након експлозије, док амерички брод остаје на води, али тоне следећег дана. Посада брода Paulus Potter, напушта свој брод у чамцима за спашавање, након два поготка, верујући да ће он ускоро да потоне. Дана, 13. јула 1942. године, подморница У-255 проналази напуштен холандски брод Paulus Potter. Два официра, и два помоћника се укрцавају на брод са циљем да стартују машине, али то је било немогуће пошто је машинско одељење било потопљено. Претраживши брод и узевши ћебад, цигарете и остале корисне ствари, укључујући и један тежак сандук са поверљивим документима, који је нађен на командном мосту, посада подморнице напушта брод, који је затим потопљен у 08:25 сати.
Након 22 дана патроле и четири потопљена брода, подморница У-255 упловљава у луку Нарвик 15. јула 1942. године. Свега три дана касније, она напушта Нарвик и одлази за Берген, где стиже 20. јула 1942. године. По завршеној попуни горивом, намерницама, торпедима, муницијом и осталим потребним стварима, подморница У-255 испловљава из Бергена, 4. августа, на своје друго патролирање, које ће трајати 36 дана. На свом другом патролирању, подморница није забележила никакав успех и 9. септембра упловљава у Ниеденфјорд, одакле четири дана касније одлази на своје треће патролирање.
Дана, 20. септембра 1942. године, у 18:15 сати, трговачки брод  (заповедник Клајд Велингтон Колбет) из конвоја QP-14, погођен је у десну страну са два торпеда, испаљених са подморнице У-255 у Гренландском мору. Прво торпедо погађа брод и експлодира испод предњег дела командног моста, друго погађа крму, разносећи крму, пропелер и кормило, и проузрокује каснију експлозију магацина. Седам официра, 29 чланова посаде, 12 артиљерца (брод је био опремљен 1 топом 102 mm и четири мањег калибра) и 16 осталих путника (бродоломци из конвоја PQ-17), напуштају брод на два чамца за спасавање и један сплав. Британски брод Rathlin спашава 55 бродоломаца, а 9 спашава брод Zamalek, и пребацују их у Глазгов, међутим на путу до Глазгова, један члан посаде умире од задобијених рана. На напуштени и горући Silver Sword, отвара ватру из својих топова британски разарач Вустер и након 30 минута он тоне у 10:00 сати.
Подморница У-255, након 12 дана патроле одлази у Берген, одакле 29. септембра испловљава за Кил, где стиже 3. октобра 1942. године. У Килу подморница остаје три месеца, и за то време се на њој врши ремонт. По завршеном ремонту, и попуне залихама, У-255 напушта Кил 7. јануара 1943. године и одлази ка Хамерфесту, где стиже 18. јануара. Пет дана касније подморница испловљава у ново патролирање.
Након три дан патролирања (26. јануар), подморница У-255 открива и у 11:00 сати, погађа и потапа са два торпеда совјетски ледоломац/теретни брод Ufa (заповедник A. И. Патрикејев) у Баренцовом мору, са комплетном посадом од 39 члана. Извештај о потапању овог брода је нестао. Свега три дана касније, 29. јануара 1943. године, у 05:47 сати, У -255 торпедује и потапа у Баренцовом мору совјетски брод Krasnyj Partizan, такође са целокупном посадом. Оба брода су пловила самостално.
Дана, 3. фебруара 1943. године, у 14:12 и 14:13 сати, подморница У-255 испаљује торпеда на бродове конвоја RA-52, приближно 600 наутичких миља североисточно од Исланда. На подморници су забележили две детонације; прва 1 минут и 50 секунди након лансирања торпеда, а друга 3 минута и 20 секунди након лансирања. Капетан Рехе је у свом извештају записао да је потопио трговачки брод Greylock, а други од 5.000 тона оштетио, премда овај други погодак није потврђен од савезничких снага. Осматрачи на Greylock (заповедник Чарлс Херберт Витмор) уочавају торпедо међу благим таласима и при јасној дневној светлости, на око 300 метара од левог бока брода. Посада покушава да избегне торпедо, међутим оно погађа брод између 5. и 6. товарног одељења, стварајући велику рупу испод водене линије, а такође блокира и кормиларење. Други торпедо промашује брод за неких 70 метара. У брод почиње одмах да продире велика количина воде и постепено се нагиње. Само 15 минута касније, 10 официра, 26 члана посаде и 25 артиљераца (брод је био опремљен 1 топом 102 mm, 1 топом 76 mm, 8 топа 20 -{mm} и 2 митраљеза) и 9 других путника, напуштају брод на четири чамца за спашавање. Британски ескортни бродови сакупљају бродоломце и гранатирају брод Greylock, који тоне у 14:30 сати.
По завршеном патролирању од 17 дана, и три потопљена брода, У-255 упловљава 9. фебруара 1943. године у Нарвик, где остаје скоро две недеље. Чим је подморница поново попуњена потребама, она испловљава из Нарвика 22. фебруара, у ново патролирање.
У 09:26 сати, 5. марта 1943. године, подморница У-255 лансира плотун од три торпеда ка бродовима конвоја RA-53, и бележи две детонације. Трговачки брод Executive је потопљен а трговачки брод Richard Bland оштећен, али пет дана касније и он је уништен од исте подморнице.
Осматрачи на броду Executive (заповедник Џејмс Валден) уочавају први торпедо, које успева брод да избегне, Међутим, друго торпедо погађа десни бок брода између 4. товарног одељења и машинског одељења. Експлозија уништава преградни зид између машинског и 4. товарног одељења, а такође уништава мотор, генератор и сву осатлу опрему у том простору. Вода брзо продире у брод и он полако креће да тоне. Преживела посада; 8 официра, 30 члана посаде и 24 артиљерца (брод је био опремљен 1 топом 102 mm и са 4 митраљеза) напушта брод на три чамца за спашавање и један сплав. Један артиљерац, три официра и 5 члана посаде су погинула. Бродоломнике спашавају британски ескортни бродови и искрцавају их 5 дана касније на Исланд.
Трговачки брод  (заповедник Лоренс Дод) је погођен трећим испаљеним торпедом у десни бок, у 1. товарно одељење. Торпедо није експлодирало, пролази сасвим кроз брод и излази на левом боку, стварајући на обе стране рупе веће од метра. То изазива напрслину палубе и прелом преграде, тако да продире вода у једном делу брода, што ће изазвати благи нагиб брода на десну страну. Брод остаје у конвоју, само са смањеном брзином. Међутим, у ноћи 6. марта, услед јаког ветра који је дувао и немирног мора он се губи из конвоја, и наставља сам пут ка Исланду.
У 16:36 сати, 10. марта, подморница У-255 проналази трговачки брод Richard Bland, приближно 35 наутичких миља од Ланганеса, Исланд и испаљује плотун од три торпеда, али само једно торпедо погађа брод у леви бок. У 16:47 сати, други торпедо погађа леви бок брода у нивоу протипожарног одељења, савија осовину пропелера и изазива продор воде у 4. и 5. товарно одељење. Убрзо након другог торпедног поготка, брод се прелама на два дела у пределу командног моста. Једно торпедо које је испаљено у 16:56 сати да би убрзало потонуће брода, промашује, међутим друго погађа у 21:07 сати задњу секцију, која тоне у 22:03 сати. Предња секција је довучена до Акурејрија - Исланд, где је брод декларисан као потпуно уништен.
Подморница се враћа у луку Нарвик, 15. марта 1943. године, и ту остаје до 29. марта, када одлази на ново патролирање. Током овог патролирања које ће трајати 31 дан, подморница је била нападнута (11. априла) од савезничких авиона, али је прошла без оштећења. Патролирање се завршило 29. априла, када је подморница упловила у Берген. То је била последња патрола подморнице под командом капетана Рајнхарта Рехеа.
Команду над подморницом преузима 7. јуна 1943. године Ерих Хармс. Подморница напушта Берген 9. јула и стиже у Нарвик 16. јула 1943. године, да би само три дана касније отпловила на ново патролирање. У 17:54 сати, 27. јула 1943. године, подморница У-255 открива совјетски брод Akademik Shokalskij и отвара на њега ватру из свог топа од 88 mm и постиже три погодтка који проузрокуји потапање брода у 18:27 сати. Осам чланова посаде је убијено том приликом, а још тројица умиру од исцрпљености. Преживеле чланове посаде, спасио је 2. августа совјетски брод Пољарник. Иако се подморница задржала у патролирању чак 62 дана (19. јул – 19. септембар), то је био једини брод који је она потопила у том периоду. Она напушта Нарвик 5. октобра и стиже у Берген 13. октобра 1943. године, где остаје све до 26. фебруара 1944. године, када испловљава на ново патролирање.
Дана, 9. марта 1944. године, америчка обална стража на ескортном разарачу Леополд, под командом капетана Кенета Филипса, налазила се на свом другом путовању и пратила је конвој CU-16, када је успоставила акустични контакт, приближно 400 наутичких миља јужно од Исланда и окреће свој брод да испита то. Међутим, пре него што је ескортни разарач успео да стигне до подморнице, погођен је једни торпедом са подморнице У-255 и бива напуштен. Брод остаје на води, али тоне следећег јутра. Свега 28 од 199 члана посада, је спасио ескортни разарач Џоис. Након 45 дана патролирања, подморница У-255 упловљава 11. априла 1944. године у Сен Назер. У период 6. мај – 15. јун, подморница излази на две кратке патроле (прва - 2 дана, друга - 9 дана). Све до 22. априла 1945. године, подморница је била неактивна у Сен Назеру, а тада испловљава под командом Хелмута Хајнриха, у ново патролирање, које је трајало свега 2 дана. До краја рата подморница врши још две кратке патроле, а 8. маја 1945. године напушта Сен Назер и одлази ка Лох Елшу – Уједињено Краљевство, где стиже 19. маја 1945. године.
Савезници у после ратној операцији „Дедлаит“, потапају подморницу 13. децембра 1945. године.

## Бродови
| Име брода | Држава    | Тежина     | Година изградње | Датум напада        | Напомена        |
|           | САД       | 7.191 тона | 1942.           | 6. јул 1942.        | Потопљен        |
|           | САД       | 5.116 тона | 1919.           | 7. јул 1942.        | Потопљен        |
|           | САД       | 6.063 тона | 1920.           | 8. јул 1942.        | Потопљен        |
|           | Холандија | 7.168 тона | 1942.           | 13. јул 1942.       | Потопљен        |
|           | САД       | 4.937 тона | 1919.           | 20. септембар 1942. | Потопљен        |
|           | СССР      | 1.892 тоне | 1917.           | 26. јануар 1943.    | Потопљен        |
|           | СССР      | 2.418 тона | 1927.           | 29. јануар 1943.    | Потопљен        |
|           | САД       | 7.460 тона | 1921.           | 3. фебруар 1943.    | Потопљен        |
|           | САД       | 4.978 тона | 1920.           | 5. март 1943.       | Потопљен        |
|           | САД       | 7.191 тона | 1942.           | 10. март 1943.      | Тотално уништен |
|           | СССР      | 411 тона   | 1940.           | 27. јул 1943.       | Потопљен        |
|           | САД       | 1.200 тона | 1943.           | 9. март 1944.       | Потопљен        |
| --------- | --------- | ---------- | --------------- | ------------------- | --------------- |

## Команданти
- Рајхарт Рехе (29. новембар 1941 — 6. јун 1943)
- Ерих Хармс (7. јун 1943. - август 1944)
- Хелмут Хајнрих (2. март 1945 — 19. мај 1945)